# Cao Yunzhu
Cao Yunzhu (en chino: 曹云珠; 2003) es una deportista china que compite en gimnasia en la modalidad de trampolín. Ganó cuatro medallas en el Campeonato Mundial de Gimnasia en Trampolín entre los años 2021 y 2023.

## Palmarés internacional
| Campeonato Mundial | Campeonato Mundial       | Campeonato Mundial | Campeonato Mundial |
| Año                | Lugar                    | Medalla            | Prueba             |
| ------------------ | ------------------------ | ------------------ | ------------------ |
| 2021               | Bakú (Azerbaiyán)        | Medalla de plata   | Individual         |
| 2021               | Bakú (Azerbaiyán)        | Medalla de plata   | Equipo             |
| 2022               | Sofía (Bulgaria)         | Medalla de oro     | Equipo             |
| 2023               | Birmingham (Reino Unido) | Medalla de oro     | Equipo             |